# Rajon Arawan
Der Rajon Arawan ist ein dem Oblus Osch in Kirgisistan unterstellter Rajon (Bezirk) mit 141.560 Einwohnern (Stand 2022). Verwaltungssitz ist das Dorf Arawan.

## Geographie
Der Rajon ist der kleinste Rajon des Oblus Osch. Er liegt im Ferghanatal und grenzt an die Rajons Nookat und Kara-Suu. Der Süden des Rajons ist hügelig, während der nördliche Teil eher flach ist. Der Arawansai durchfließt den Bezirk. Im Norden des Bezirks verläuft zudem der Südliche Ferghanakanal. Beide werden zur Bewässerung genutzt. Beim Dorf Arawan liegt die Höhle Tschil Ustun.

## Verwaltungsgliederung
Der Rajon umfasst 50 Dörfer in 8 Landgemeinden:
- Allja Anarow
- Kerme-Too
- Mangyt
- Nurabad
- S. Jussupow
- Tepe-Korgon
- Töö-Mujun
- Tschek-Abad